# Тохиров, Дадоджон
Дадоджон Тохиров — советский хозяйственный, государственный и политический деятель, Герой Социалистического Труда.

## Биография
Родился в 1927 году в селе Унджи. Член КПСС.
С 1950 года — на хозяйственной, общественной и политической работе. В 1950—1986 гг. — колхозник, табельщик, бригадир хлопководческой бригады колхоза имени Саидходжи Урунходжаева Худжандского района.
За получение высоких и устойчивых урожаев овощей, картофеля, хлопка, винограда, фруктов, чая и бахчевых культур на основе умелого использования техники, улучшения организации работ, повышения культуры земледелия в составе коллектива был удостоен Государственной премии СССР 1978 года.
Указом Президиума Верховного Совета СССР от 26 февраля 1981 года присвоено звание Героя Социалистического Труда с вручением ордена Ленина и золотой медали «Серп и Молот».
Умер после 1991 года.